# Àcid permonosulfúric
L'àcid permonosulfúric, en anglès:Peroxymonosulfuric acid, amb la fórmula química H₂SO₅, també conegut com a àcid persulfúric o àcid peroxisulfúric, és líquid a la temperatura ambient. En aquest àcid, el centre S(VI) adopta la seva característica geomeria tetrahèdrica; la connectivitat s'indica per la fórmula HO-O-S(O)₂-OH. És un dels oxidants més potents que es coneixen (E0 +1.81 V) i és molt explosiu.
El H₂SO₅ de vegades es confon amb el H₂S₂O₈, conegut com a àcid peroxidisulfúric.

## Història
El H₂SO₅ va ser descrit primer per Heinrich Caro.

## Síntesi i producció
A escala de laboratori implica la combinació de l'àcid clorosulfúric i peròxid d'hidrogen.
H₂O₂ + ClSO₂OH ⇌ H₂SO₅ + HCl
En la producció a gran escala, aquest àcid es produeix in situ per la seva gran inestabilitat. Segons la patent per Martin, es produeix per la reacció de >85% d'àcid sulfúric i >50% de peròxid d'hidrogen ("solució Piranha").
H₂O₂ + H₂SO₄ ⇌ H₂SO₅ + H₂O

## Usos industrials
El H₂SO₅ s'ha usat per diverses aplicacions desinfectants i de neteja, p.e., tractament de piscines. Les sals alcalines de H₂SO₅ poden desligninar la fusta.
Les sals d'amoni, sodi i potassi de H₂SO₅ es fan servir en la indústria dels plàstics com iniciadors de la polimerització i per decolorar i desodorar els olis.
El peroximonosulfat de potassi, KHSO₅, és la sal àcida de potassi de l'àcid peroximonosulfúric. Es fa servir com a agent oxidant.

## Perills
L'àcid pur de Caro és molt explosiu. i oli solar. Com tots els oxidants molt forts s'ha de mantenir lluny de compostos orgànics com són els èters i les cetones per l'acció de peroxidar el compost creant una molècula molt inestable com el peròxid d'acetona.